# Église Notre-Dame auxiliatrice de Gavrus
L'église Notre-Dame auxiliatrice est une église catholique, en construction, située à Gavrus, rue des Prébendes. Elle sera dédiée à la Vierge Marie sous le vocable Notre-Dame auxiliatrice. Il y est prévu que le culte soit célébré selon le rite tridentin, appelé aussi rite de saint Pie V du rite romain. Elle appartient au prieuré Saint-Jean-Eudes dépendant de la Fraternité sacerdotale Saint-Pie-X  sis dans le même village.

## Description
Leur nombre augmentant, le lieu de culte local des fidèles traditionalistes de la FSSPX est, avec ses quatre-vingts places, devenu trop petit ; d'où la nécessité de la construction d'un édifice aux dimensions bien plus importantes. Entièrement financée par les fidèles, l'église, dont le coût est de 1,6 million d'euros, est réalisée dans le style classique du début du XVIIIe siècle et fera 37 mètres de long, 18 de large, 21 de haut. Prévue pour accueillir 300 personnes, l'église sera dotée d'un parking de soixante places.
Sous l'égide de l'architecte Arnaud Paquin, l'église est réalisée par des sociétés dont Socotec, Areha et l'entreprise normande Gilbert Frères.